# Schlacht bei Actium

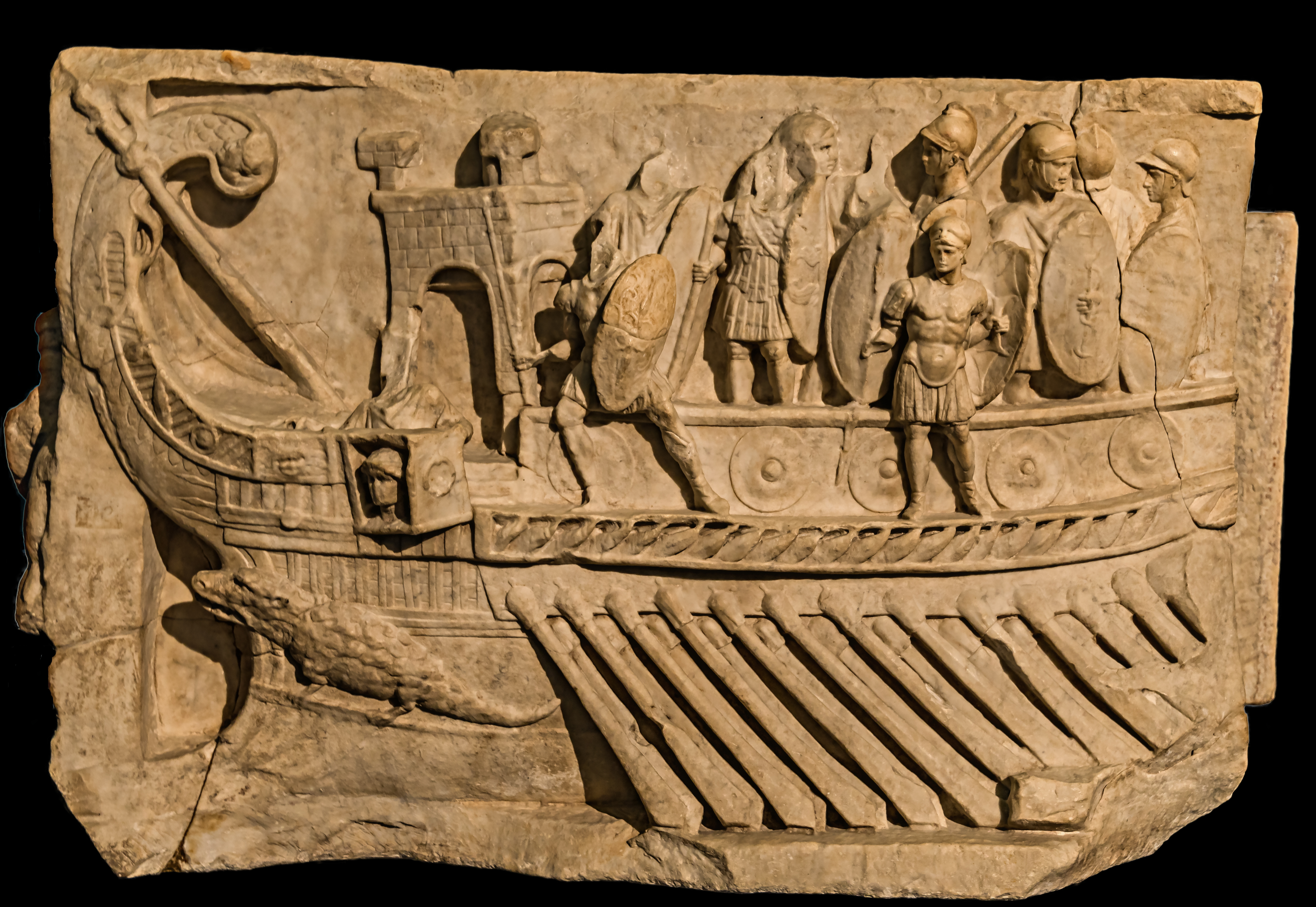
Reliefteil eines Grabmals aus dem Heiligtum der Fortuna Primigenia, das von einem Bürger aus Praeneste errichtet wurde, der wahrscheinlich in Octavians Flotte bei Actium 31 v. Chr. siegreich gekämpft hatte

Die Schlacht bei Actium, die am 2. September 31 v. Chr. am Ausgang des Ambrakischen Golfs vor der Westküste Griechenlands stattfand, besiegelte das Ende der Römischen Republik. Octavian, der spätere Kaiser Augustus, besiegte mit Hilfe von Marcus Agrippa in dieser Seeschlacht seinen Widersacher Marcus Antonius und die ägyptische Königin Kleopatra VII. und sicherte sich damit die Alleinherrschaft im Römischen Reich.

## Vorgeschichte
Nach der Ermordung Gaius Iulius Caesars 44 v. Chr. bildeten sein Großneffe und Adoptivsohn Octavian sowie seine langjährigen Gefolgsleute Marcus Antonius und Marcus Aemilius Lepidus das zweite Triumvirat, das die Herrschaft über die Republik an sich riss. So besiegten Octavian und Antonius im Oktober/November 42 v. Chr. die beiden führenden Caesarmörder Marcus Iunius Brutus und Gaius Cassius Longinus in der Schlacht bei Philippi. Nachdem Lepidus 36 v. Chr. im Gefolge der Kämpfe gegen Sextus Pompeius auf Sizilien politisch kaltgestellt worden war, kam es in den folgenden Jahren zu wachsenden Spannungen zwischen Octavian, der den Westen des Reiches beherrschte, und Antonius, der den Osten kontrollierte.
Antonius verließ Octavians Schwester Octavia, die er zur Festigung ihres Bündnisses geheiratet hatte, zugunsten einer Beziehung zur Ptolemäerin Kleopatra, der er für ihre Nachkommen Teile des römischen Reiches versprach. Octavian nutzte Antonius’ Zuwendung zum hellenistischen Osten, wo dieser sich als neuer Dionysos feiern ließ, propagandistisch aus, etwa indem er rechtswidrig das Testament seines Rivalen veröffentlichen ließ. So schürte er beim Senat und Volk von Rom die Abneigung gegen Antonius. Eine nochmalige Verlängerung des Triumvirats durch den Senat stand daher nicht mehr zur Debatte. Zum offenen Bruch kam es 32 v. Chr., als nach einer Machtdemonstration Octavians ein Teil der Senatoren, darunter die beiden amtierenden Konsuln, Gnaeus Domitius Ahenobarbus und Gaius Sosius, Rom verließ und zu Antonius und Kleopatra nach Ephesos ging.
In Griechenland kam es zur entscheidenden Auseinandersetzung der Triumvirn. Zu Beginn des Jahres 31 v. Chr. segelte Octavians Admiral Agrippa über das Ionische Meer, eroberte die Flottenbasis Methone und vertrieb Antonius’ Besatzung von der Insel Korfu. Anschließend bedrohte er Antonius’ Streitkräfte und ermöglichte es Octavian so, mit dem Hauptheer von 80.000 Soldaten und 12.000 Reitern ungehindert an der griechischen Küste zu landen und in wenigen Tagen Toryne in Epirus zu erreichen. Gemeinsam schlossen Agrippa und Octavian nun den Hauptteil der gegnerischen Schiffe ein, die im nahen Ambrakischen Golf bei der griechischen Hafenstadt Aktion (latinisiert Actium) versammelt waren. Marcus Antonius, vom raschen Vorgehen seines Gegners offenbar überrascht und vom Nachschub abgeschnitten, konnte seine Truppen kaum noch verpflegen und verlor durch Hunger und Desertionen zahlreiche Männer. Er bot seinen Gegnern mehrfach vergeblich eine Landschlacht an.

## Kriegsratsentscheidung für die Seeschlacht
In der Hitze des griechischen Hochsommers bewirkte das Sumpfklima von Actium, dass immer mehr Soldaten des Antonius erkrankten. Viele wurden Opfer von Hunger und Seuchen. Dagegen hatte die Armee Octavians auf gesunden Höhen Stellung bezogen und konnte auch ausreichend versorgt werden. Da Antonius aber seine Flotte im Meerbusen von Actium eingeschlossen sah, konnte er sein Heer nicht ohne Preisgabe seiner Schiffe in eine bessere Gegend geleiten. Entsprechend bewirkte die monatelange Blockade, dass sich die Desertionen – auch von verbündeten Fürsten – immer mehr häuften und Antonius tatsächliche oder vermeintliche Überläufer hinrichten ließ. Dazu kamen nur oberflächlich überdeckte Konflikte zwischen jenen Römern auf, die Kleopatra aus dem Hauptquartier des Antonius entfernen wollten, und den Befürwortern einer weiteren Teilnahme der ägyptischen Königin am Krieg. Da außerdem alle Versuche, die Blockade zu durchbrechen, fehlschlugen und die Stellung unhaltbar geworden war, entschloss sich Antonius Ende August 31 v. Chr. zur Abhaltung eines Kriegsrates über die weitere Vorgehensweise. Es musste ein letzter Befreiungsversuch mit allen verfügbaren Kräften unternommen werden, um nicht an Seuchen und Hunger völlig zugrunde zu gehen.
Im Kriegsrat prallten unterschiedliche Meinungen über die zu wählende Taktik aufeinander. Nach dem Vorschlag Kleopatras sollte mittels einer Seeschlacht der Durchbruch durch die feindlichen Linien gelingen. Der die Landstreitkräfte befehligende Publius Canidius Crassus vertrat dagegen die Ansicht, man solle Kleopatra heimschicken und auf dem Landweg über Thrakien oder Makedonien abmarschieren. Schließlich habe Octavian durch seinen jahrelangen, letztendlich doch erfolgreichen Seekrieg gegen Sextus Pompeius viel Erfahrung in dieser Disziplin erlangt, während Antonius noch ein großes, treffliches Landheer besitze und ebenso viel Routine im Krieg zu Lande. Doch Kleopatra wollte von Canidius’ Vorschlag nichts wissen, da sie dann Ägypten ungeschützt sah und sich von Antonius hätte trennen müssen; außerdem wäre Antonius’ gesamte Flotte kampflos verloren gewesen.
Schließlich nahm Antonius im Kriegsrat Kleopatras Vorschlag an und beschloss, mit einem Teil seiner Schiffe eine Seeschlacht zur Sprengung der Blockade zu riskieren und im Erfolgsfall nach Ägypten zurückzusegeln, während Canidius versuchen sollte, mit seinen Truppen über Land abzuziehen. Wegen Octavians nach dem bisherigen Kriegsverlauf erlangter militärischer Überlegenheit rechnete Antonius wohl von Anfang an nicht mit einem Sieg, sondern plante nur das vom kaiserzeitlichen Historiker Cassius Dio – dem besten Gewährsmann für die Schlacht bei Actium – beschriebene Durchbruchs- und Rückzugsgefecht, um den Krieg später unter günstigeren Bedingungen fortzusetzen. In der Tatsache, dass Kleopatra während der Schlacht wirklich mit ihren Schiffen entkommen konnte und ihr Antonius daraufhin folgte (s. u.), lag also kein Verrat der ägyptischen Königin bzw. eine feige Flucht von Antonius aus Liebe zu Kleopatra vor – wie dies noch viele Forscher im 19. Jahrhundert aufgrund der Darstellung von Plutarch, Velleius Paterculus und teilweise auch Cassius Dio annahmen –, sondern es handelte sich dabei um die Umsetzung des Kriegsratsbeschlusses. Dies hat insbesondere Johannes Kromayer Ende des 19. und zu Beginn des 20. Jahrhunderts in mehreren Untersuchungen gezeigt. Seine Auffassung wird heute weitgehend akzeptiert.
Um seine Soldaten und Verbündeten nicht zu entmutigen, erweckte Antonius den Anschein, für einen Sieg und nicht für eine Flucht zu rüsten. Da er schon viele Ruderer verloren hatte und daher nicht mehr die gesamte Flotte bemannen konnte, ließ er diese bis auf 170 Kriegsschiffe verbrennen, weil keine zurückgebliebenen Fahrzeuge seinem Gegner in die Hände fallen sollten. Außerdem durfte Kleopatra 60 ihrer Schiffe behalten, mit denen sie sich hinter der Schlachtlinie aufzustellen hatte. 20.000 erlesene Soldaten und 2000 Bogenschützen wählte der Triumvir aus seinen Landstreitkräften aus und ließ sie auf seine Kriegsschiffe verteilen. Außerdem ließ er heimlich nachts die Kriegskasse an Bord bringen und entgegen der üblichen Seeschlachttechnik die Großsegel mitnehmen, die seine überladenen Schiffe noch manövrierunfähiger und schwerer machten, aber nach geglücktem Durchbrechen der Blockade notwendig waren, um nach Ägypten segeln zu können. Auch dies zeigt, dass Antonius hauptsächlich an eine Flucht dachte. Freilich behauptete er, dass er die Großsegel bräuchte, damit nach seinem Sieg kein Schiff der Gegner entweichen könne.
Antonius’ Vertrauter Quintus Dellius, der am Kriegsrat teilgenommen und schon bei früheren Kriegen rechtzeitig die Fronten gewechselt hatte, tat dies auch diesmal und verriet Octavian Antonius’ Kriegsplan. Den Entschluss, den Octavian daraufhin fassen wollte – Antonius zuerst kampflos entkommen zu lassen, um dessen Fluchtabsichten allgemein offenbar zu machen, ihn dann zu verfolgen und im Rücken zu überfallen – konnte ihm Agrippa ausreden, der auf die schwere Einholbarkeit von Antonius’ Schiffen bei gesetzten Großsegeln aufmerksam machte und stattdessen riet, gleich die Seeschlacht zu wagen, die nur gewonnen werden könne. Mit dieser Meinung setzte sich Agrippa durch.

## Verlauf
Zunächst verhinderte ein starker Sturm vier Tage lang die Austragung der Schlacht, die daher erst am fünften Tag, dem 2. September 31 v. Chr., nach Eintreten besseren Wetters stattfand. Den linken (südlichen) Flügel von Antonius’ Flotte kommandierte Gaius Sosius, der sich Octavian und Marcus Lurius gegenübersah, während Antonius (zusammen mit Lucius Gellius Publicola) als Befehlshaber des rechten (nördlichen) Flügels gegenüber von Agrippa auftrat. Im Zentrum befehligten auf Seite der Antonianer Marcus Octavius und Marcus Insteius, auf Seite Octavians Lucius Arruntius.
Zahlenmäßig waren Octavians Streitkräfte jenen des Gegners mehr als das Doppelte überlegen, denn er besaß noch 400 mit mehr als acht Legionen bemannte Kampfschiffe. Die von den Triumvirn gewählten Schiffstypen waren sehr unterschiedlich: Antonius’ Schiffe waren viel größer und höher; sie besaßen bis zu zehn Ruderreihen und waren damit ziemlich schwerfällig. Doch konnten von Turmaufbauten die wesentlich kleineren Fahrzeuge (Liburnen) Octavians mit Wurfgeschossen und großen Steinen übersät werden. Die Liburnen mussten wie gegen schwimmende Festungen anfahren, waren aber dafür viel wendiger. Während raschen Vorbeisegelns konnten sie die Ruder und Steuer der feindlichen Kolosse zerstören, so dass diese nicht mehr steuerbar waren. Ein Kampf im seichten Wasser war für Antonius vorteilhafter, weil die Liburnen in diesem Fall ihre Wendigkeit nicht voll ausspielen und leichter mit den Geschossen getroffen werden konnten, während der gegenteilige Effekt bei einem Gefecht im offenen und tiefen Meer auftreten würde. Allerdings glaubt der Historiker Christoph Schäfer – unter anderem aufgrund der Bemerkung des römischen Geschichtsschreibers Florus, dass Octavians Schiffe zwei bis sechs Ruderreihen besaßen –, dass Antonius’ Schiffe nicht so viel größer waren als die seines Gegners, wie dies die octavianfreundlichen Quellen behaupten. Vermutlich habe der Caesarerbe die relativ großen Wasserfahrzeuge, die er erfolgreich im Krieg gegen Sextus Pompeius eingesetzt hatte, nun wiederverwendet; dazu seien die kleineren Liburnen gekommen, die er im Illyrerkrieg (35–33 v. Chr.) von den Seeräubervölkern erbeutet habe.
Nachdem Antonius’ Geschwader durch die Meerenge bei Actium hinausgerudert war, bezog es in einem Halbkreis nahe dem westlichen Eingang des Ambrakischen Golfes Stellung. Die Schiffe hatten so geringen Abstand zueinander, dass der Feind nicht zwischen ihnen eindringen konnte; außerdem lagen sie so nahe am Ufer, dass sie auch nicht von der Seite überflügelt werden konnten. Hinter dem Zentrum waren die 60 Schiffe Kleopatras mit der Kriegskasse positioniert und mit einem besonderen Begleitschutz für das Flaggschiff Antonias, an dessen Bord die Königin selbst mit riesigen Schätzen weilte. Gemäß dem Plan sollte die Flotte nicht gleich hinausfahren, sondern den Sturm des Gegners abwarten, bis er durch Geschützfeuer so weit mitgenommen war, dass mit dem Aufkommen des täglich zu Mittag von Nordwesten her blasenden Windes die Sprengung der Blockade versucht werden konnte, um dann mit diesem günstigen Wind nach Süden zu segeln.
Doch Agrippa – der eigentliche Führer auf Seite Octavians – dachte nicht an die Eröffnung der Offensive, sondern ließ seine Flotte in einer Distanz von mehr als einem Kilometer vom Gegner den ganzen Morgen ebenfalls auf der Stelle verharren. Schließlich wurde Sosius um die Mittagszeit ungeduldig und startete einen Angriff, ohne einen solchen Befehl von Antonius erhalten zu haben. Octavians Schiffe zogen sich zunächst widerstandslos weiter aufs offene Meer zurück, da ihnen tiefes Wasser beim Kampf entgegenkam. Sie erreichten ihr Ziel, dass Sosius die Verfolgung aufnahm. Daher musste Antonius mit seinen Schiffen ebenfalls nachrücken, um die Auflösung seiner Schlachtordnung zu verhindern. Als Agrippa den Feind weit genug von der Küste weggelockt hatte, wendete er und ließ seine Flotte zu einem Umfassungsangriff ausschwärmen, der aufgrund seiner wesentlich größeren Zahl an Schiffen leicht möglich schien. Daher blieb Antonius nichts anderes übrig, als seine Schlachtlinie an beiden Flügeln ebenfalls auszudehnen. Weil er aber viel weniger Schiffe zur Verfügung hatte, gelang es den beweglicheren Liburnen bald, zwischen den nun erheblich weiter voneinander entfernten feindlichen Kolossen hindurchzufahren, diese dabei zu rammen und deren Ruder- und Steuerwerk zu beschädigen und so gänzlich manövrierunfähig zu machen. Nur mussten sie nach jedem dieser Angriffe rasch wieder zurückweichen, um nicht von zu vielen Steinen und Pfeilen, welche die Antonianer von den hohen Türmen ihrer Schiffe herunterschossen, getroffen oder gar vom Feind geentert zu werden. Oft griffen mehrere Liburnen zusammen die großen Schiffe des Antonius einzeln an, ohne diese freilich allzu rasch versenken zu können, während sie aber umgekehrt auch von den Antonianern selten großen Schaden erlitten.

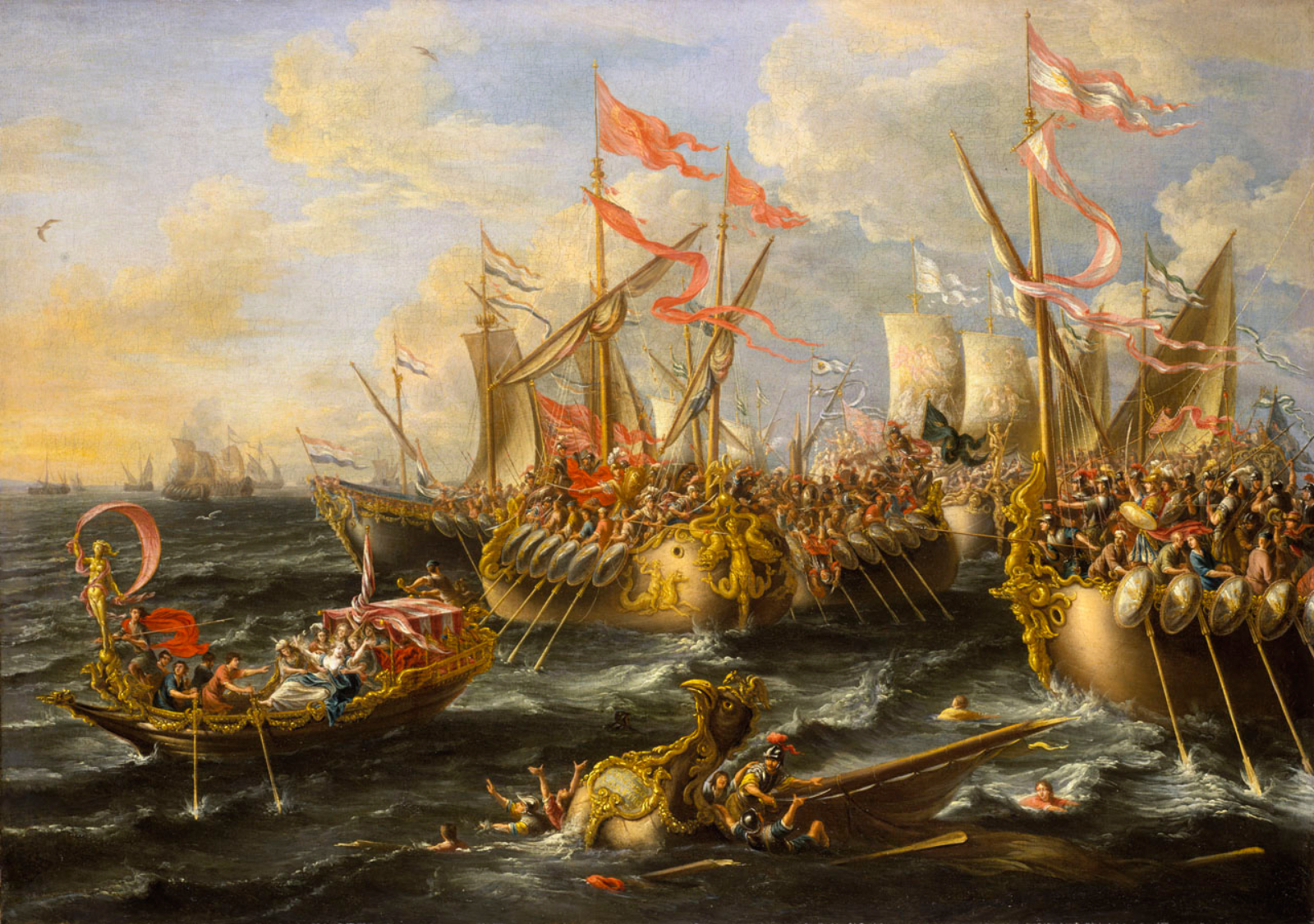
Darstellung der Schlacht bei Actium von Lorenzo A. Castro, 1672

Die Schiffe der ägyptischen Königin hielten sich währenddessen hinter der Kampflinie und beteiligten sich nicht an der Schlacht. Als der Kampf noch unentschieden tobte, entstand nach einer Rekonstruktion wie erhofft zwischen dem Zentrum der Schlachtreihe und dem rechten Flügel des Antonius eine Lücke, die nun von Kleopatras Schnellseglern in voller Fahrt durchstoßen wurde, um rasch mit dem nun aufkommenden Nordwestwind nach Süden zu entkommen. Das Manöver gelang tatsächlich und Kleopatra nahm Kurs auf Ägypten. Daraufhin ging Antonius von Bord seines Flaggschiffes, das wohl in einen Kampf verwickelt war, und bestieg mit wenigen Gefährten einen Fünfruderer. Auch er konnte zwischen den kämpfenden Schiffen hindurchgelangen und Kleopatra folgen, bis er an Bord ihres Schiffes genommen wurde, wo er niedergeschlagen saß und angeblich drei Tage nicht mit seiner Geliebten sprach.
Antonius erreichte somit sein primäres Ziel, sich selbst, Kleopatra und die Kriegskasse in Sicherheit zu bringen, etwa drei Viertel seiner Schiffe konnten sich jedoch nicht mehr vom Feind lösen, um segelnd zu entkommen. Sie leisteten aber den Gegnern weiterhin heftigen Widerstand. So ließ Octavian schließlich die verbliebene feindliche Flotte mit Brandpfeilen und von Maschinen abgeschleuderten glühenden Kohlen- und Pechtöpfen beschießen, eine Aktion, die er hatte vermeiden wollen, um sich der Schiffe und der erwartbaren wertvollen Ladung bemächtigen zu können. Viele Antonianer, die meist die Brände vergeblich zu löschen suchten, verbrannten hilflos auf ihren Schiffen oder erstickten im dichten Rauch; wieder andere begingen vorher Selbstmord oder ertranken nach einem Sprung ins Meer. Gegen 17 Uhr ging schließlich die Schlacht bei Actium mit dieser Feuersbrunst zu Ende. Nach dem Untergang von etwa 30 bis 40 Schiffen des Antonius kapitulierte der Rest seiner zurückgebliebenen Schiffe. Mindestens 5000 Männer von Antonius hatten in dieser Schlacht ihr Leben verloren.
Die am Land stationierten Truppen waren nur unbeteiligte Zuschauer des Kampfes gewesen. Als der Ausgang klar war, überließ Canidius Crassus sein Lager kampflos dem Feind und machte sich mit seinen 19 Legionen auf den Rückzug nach Makedonien, wurde aber nach sieben Tagen eingeholt und floh, woraufhin das führerlose Heer nach Aushandlung günstiger Friedensbedingungen ebenfalls kampflos kapitulierte. Insgesamt endete die Schlacht bei Actium also mit einer klaren Niederlage Antonius’ und Kleopatras.

## Folgen
Der römische Bürgerkrieg war nach der Schlacht bei Actium weitgehend entschieden, zumal nicht nur die starken Verbände von Canidius kapituliert hatten, sondern auch bald Antonius’ Klientelherrscher auf die Seite Octavians wechselten. Antonius und Kleopatra mussten sich nach Alexandria zurückziehen. Im darauffolgenden Jahr zog Octavian über Korinth nach Syrien, wurde nun vom jüdischen König Herodes unterstützt und marschierte über die Sinaihalbinsel in Ägypten ein. Nachdem Antonius in einem Reitergefecht beim Hippodrom nahe Alexandria noch einmal gesiegt hatte, liefen bei der Entscheidungsschlacht am nächsten Tag (1. August 30 v. Chr. nach dem julianischen Kalender) die ägyptische Kavallerie und Flotte sofort zu Octavian über, der nun Alexandria einnahm. Am selben Tag verübte Antonius Selbstmord, Kleopatra folgte wenige Tage später. Octavian gewann die neue Provinz Aegyptus als persönlichen Besitz und stellte sie unter die Verwaltung eines ritterlichen praefectus Aegypti. Ab 27 v. Chr. hatte er als Augustus eine Machtstellung inne, die ihn im Rückblick als ersten römischen Kaiser erscheinen lässt, dessen Reich, zu dem er den Grundstein legte, über 400 Jahre Bestand haben sollte.
In Anlehnung an die von Octavian und Antonius jeweils besonders herausgestellten Götter wurde die Schlacht, deren einschneidende Bedeutung wohl erst später klar wurde, als Sieg Apollons über Dionysos dargestellt, in Anlehnung an die propagandistische Darstellung ihres Konflikts als Krieg zwischen Rom und der ägyptischen Königin Kleopatra auch als Triumph Italiens über Ägypten oder Sieg des Westens über den als dekadent empfundenen Osten. Diese nachträglichen Überhöhungen dürften am 2. September 31 v. Chr. noch keine Rolle gespielt haben, der britische Althistoriker Ronald Syme spricht im Zusammenhang mit der Schlacht selbst gar polemisch zugespitzt von einer „schäbigen Affäre“. Ihre Nachwirkungen in Gestalt der römischen Kaiserzeit ließen aber ihren wenig rühmlichen Verlauf in den Hintergrund treten.

## Dokumentarfilme
- Terra X History: Kampf um Caesars Erbe: Die Schlacht von Actium (2/2) (43 min)